# Jablonové, Bytča
Jablonové este o comună slovacă, aflată în districtul Bytča din regiunea Žilina. Localitatea se află la altitudinea de 340 m deasupra n.m., se întinde pe o suprafață de 4,228 km2 și în 2017 număra 899 de locuitori.

## Istoric
Localitatea Jablonové este atestată documentar din 1268.

## Demografie
| An:                | 1994 | 2004   | 2014   | 2024   |
| ------------------ | ---- | ------ | ------ | ------ |
| Număr de persoane: | 824  | 864    | 878    | 895    |
| Diferență:         |      | +4,85% | +1,62% | +1,93% |

| An:                | 2023 | 2024   |
| ------------------ | ---- | ------ |
| Număr de persoane: | 885  | 895    |
| Diferență:         |      | +1,12% |